# Togói labdarúgó-bajnokság (első osztály)
A Togolese Championnat National a togoi labdarúgó bajnokságok legfelsőbb osztályának elnevezése. 1961-ben alapították és 14 csapat részvételével zajlik. A bajnok a bajnokok Ligájában indulhat.

## A 2016–2017-es bajnokság résztvevői
- Togo-Port (Lomé)
- AC Semassi (Sokodé)
- Maranatha (Fiokpo)
- Koroki (Tchamba)
- Dynamic Togolais (Lomé)
- Unisport (Sokodé)
- Foadan (Dapaong)
- ASKO Kara (Kara)
- OTR (Lomé)
- Gbikinti (Gbikinti)
- Gomido (Kpalime)
- OC Agaza (Lomé)
- Anges (Notsé)
- Kotoko (Lavié)

## Az eddigi bajnokok
Korábbi győztesek sorrendben:
| - 1961 : Étoile Filante - 1962 : Étoile Filante - 1963 : ismeretlen - 1964 : Étoile Filante - 1965 : Étoile Filante - 1966 : Modèle - 1967 : Étoile Filante - 1968 : Étoile Filante - 1969 : Modèle - 1970 : Dynamic Togolais - 1971 : Dynamic Togolais - 1972 : Modèle - 1973 : Modèle - 1974 : Lomé I - 1975 : Lomé I - 1976 : Lomé I - 1977 : nem volt bajnokság - 1978 : AC Semassi - 1979 : AC Semassi - 1980 : Agaza Lomé | - 1981 : AC Semassi - 1982 : AC Semassi - 1983 : AC Semassi - 1984 : Agaza Lomé - 1985 : ASFOSA Lomé - 1986 : ASFOSA Lomé - 1987 : Doumbé - 1988 : ASKO Kara - 1989 : ASKO Kara - 1990 : Ifodjè Atakpamé - 1991 : nem volt bajnokság - 1992 : Étoile Filante - 1993 : AC Semassi - 1994 : AC Semassi - 1995 : AC Semassi - 1996 : ASKO Kara - 1997 : Dynamic Togolais - 1998 : nem volt bajnokság - 1999 : AC Semassi - 2000 : nem fejeződött be | - 2001 : Dynamic Togolais - 2002 : AS Douane - 2003/04 : Dynamic Togolais - 2004/05 : AS Douane - 2005/06 : Maranatha - 2006/07 : ASKO Kara - 2007/08 : nem volt bajnokság - 2009 : Maranatha (Fiokpo) - 2010 : nem volt bajnokság - 2011/12 : Dynamic Togolais - 2013 : Anges - 2014 : AC Semassi - 2015 : nem volt bajnokság - 2016/17 : Togo-Port |  |

## Bajnoki címek eloszlása
| Klub             | Bajnoki címek |
| ---------------- | ------------- |
| AC Semassi       | 10            |
| Étoile Filante   | 7             |
| Dynamic Togolais | 6             |
| ASKO Kara        | 4             |
| Modèle           | 4             |
| Lomé I           | 3             |
| Agaza Lomé       | 2             |
| ASFOSA           | 2             |
| AS Douane        | 2             |
| Maranatha        | 2             |
| Doumbé           | 1             |
| Ifodjè Atakpamé  | 1             |
| Anges            | 1             |

## Külső hivatkozások
- Információk Archiválva 2012. június 1-i dátummal a Wayback Machine-ben a FIFA honlapján